# Ictiosaure (gènere)
Icthiosaure (mot científic compost del grec ιχθυς peix i σαυρος llangardaix) és un gènere estingida de sauròpsids ictiosaures que van viure en el Juràssic inferior, en el que avui és Europa occidental (Bèlgica, Suïssa, Alemanya i Anglaterra.
L'holotip de l'ictiosaure va ser un dels fòssils millor conservats del segle xix. Va ser descobert per Mary Anning a Anglaterra.